# Distretto di Wong Tai Sin
Il distretto di Wong Tai Sin (o Wong Tai Sin District, in cinese semplificato 黄大仙区, in cinese tradizionale 黃大仙區, in mandarino pinyin Huángdàxiàn Qū) è uno dei 18 distretti di Hong Kong, in Cina.

## Storia
In questo distretto è presente Nga Tsin Wai, un antico villaggio rurale.  Il villaggio, costruito nel 1354, conserva ancora molte delle caratteristiche risalenti a circa 650 anni fa, come il tempio e la chiesa. Il distretto ospita il Monastero Chi Lin, una popolare attrazione turistica.
Nel 2016 il villaggio verrà demolito per la costruzione di nuovi appartamenti e grattacieli.